# Sylpheed
Sylpheed 是一款开源的邮件客户端和新闻聚合器，软件采用GPL许可协议。它提供了简单的配置和丰富的功能。 邮件都储存在MH Message Handling System中。Sylpheed运行于类Unix系统包括Linux及BSD，亦支持Mac OS X和Windows。并使用GTK+开发库。
2005年，Sylpheed的分支版本Sylpheed-Claws更名为Claws Mail。截至2015年，两款软件仍在独立开发中。
Sylpheed是Lubuntu、Damn Small Linux和Puppy Linux默认的邮件客户端。

## 历史
大学在校中使用Linux的山本，大学4年级的时候以电子邮件没能在实际层面使用而开始了开发本软件工作。3个月后2000年1月成功发布0.1版本。Sylpheed的一些功能参考了当时现有的电子邮件客户端，如Becky!。最初进入Good-Day公司（株式会社グッデイ）后来到另外一家公司（后述称为SRA OSS) 开始全面开发该软件。
Sylpheed自2000年发布以来，长期以Linux为中心的PC-UNIX上开发发展。1.0.5开始使用GTK1的开发库开发，1.9.0开始使用GTK2的开发库，现在它使用目前与桌面环境親和性较强的GNOME，通过消除锯齿的字体提高产品的质量，并采用GNU GPL授权协议。
在版本1.0.x时代也出现过使用GTK2的衍生物Sylpheed - GYK2，然而由于现在Sylpheed本家也采用了GTK2，因此Sylpheed - GYK2的开发也停止了。
对于Windows版本，1.0版之前版本有一开发协作者，但从2.1.3版本开始已经全由山本开发。2.2.0版本之后，才推出支持Windows的正式版本。
2006年9月6日，SRA OSS宣布对Sylpheed的开发给予全面支持。不久SRA OSS雇佣山本，Sylpheed自此有了一个自由的开发环境，后山本在该公司参与了从Sylpheed核心库的独立出来的LibSylph项目。

### 名称由来
软件名来自于风之精灵「西尔芙（Sylph或Sylphid）」。含义是“像风一样轻快，像空气一样自然”（風のように軽快で、空気のように自然な動作を）。。
原本软件名的拼写应为“Sylphid”，然而由于片假名转写时被错拼成了“Sylpheed”。想更正时发现Sylphid商标早已被占用，于是就此作罢。

## 功能

### 垃圾邮件过滤
Sylpheed提供支持反垃圾邮件技术Bogofilter与Bsfilter，取决于用户的选择。Windows版本的Sylpheed自带Bsfilter。

### 插件
Sylpheed支持扩展插件。截至2015年2月，Sylpheed网站仍未指出附件工具插件，自动邮件转发插件和确定附件插件是否带密码保护。

## 限制
Sylpheed无法发送HTML邮件。因为软件开发者发现HTML邮件是有害的。但仍可以使用Sylpheed接收HTML邮件。

## 分支
开发者保罗·曼甘（Paul Mangan）等人制作了Sylpheed的衍生物Claws Mail，并对当时Sylpheed的功能进行了加强。